# Новотроицкое (Северо-Казахстанская область)
Новотроицкое (каз. Новотроицкое) — село в районе Магжана Жумабаева Северо-Казахстанской области Казахстана. Входит в состав Фурмановского сельского округа. Код КАТО — 593683200.

## Население
В 1999 году население села составляло 445 человек (213 мужчин и 232 женщины). По данным переписи 2009 года в селе проживало 345 человек (169 мужчин и 176 женщин).